# Gran Premio motociclistico delle Nazioni 1949
Il Gran Premio motociclistico delle Nazioni 1949 è il sesto e ultimo appuntamento del motomondiale 1949.
Si svolge il 4 settembre 1949 sul circuito di Monza, unico circuito permanente di quella stagione. Il nome ufficiale di 27° GP delle Nazioni si riferisce al ventisettesimo anniversario del primo Gran Premio delle Nazioni, tenutosi proprio a Monza nel 1922, piuttosto che alla ventisettesima edizione della prova.
Le 4 gare vedono le vittorie di Nello Pagani su Gilera nella Classe 500, di Dario Ambrosini nella Classe 250, di Gianni Leoni nella Classe 125 e di Ercole Frigerio (in coppia con Lorenzo Dobelli) nei sidecar.
Nella 125, basta un quinto posto a Nello Pagani per aggiudicarsi il titolo mondiale, grazie anche al ritiro del rivale Ubbiali. Il pilota di Milano colleziona anche la vittoria al fotofinish della gara delle 500, pur non riuscendo a vincere il campionato a causa di un cavillo regolamentare.
Nella 250 vince il titolo l'italiano Bruno Ruffo che si laurea campione grazie ai 6 punti assegnati al quarto classificato.
I sidecar vedono la splendida vittoria della coppia italiana Frigerio/Dobelli su Gilera che agguantano così il secondo posto in campionato. L'equipaggio britannico Oliver/Jenkinson, già matematicamente iridata, giunge al traguardo in quinta posizione.

## Classe 500
Su 23 piloti alla partenza, ne vennero classificati 15.

### Arrivati al traguardo

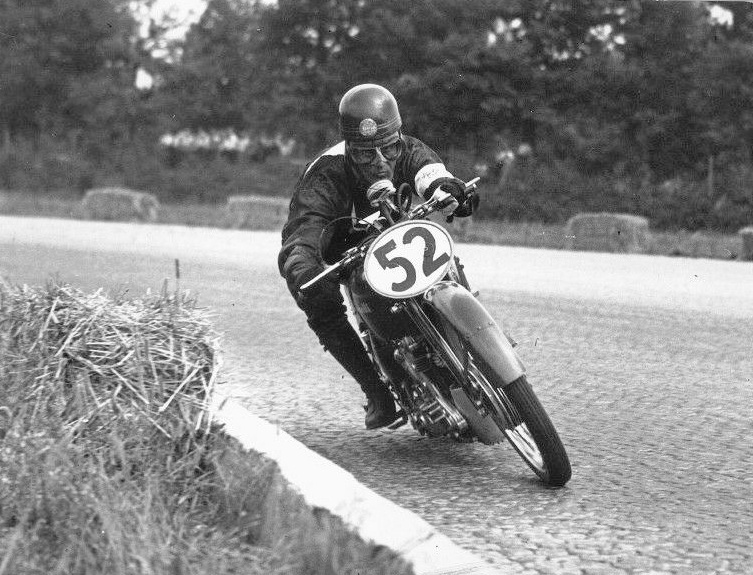
Dario Ambrosini durante la gara della 250, sua prima vittoria mondiale

| Pos. | Pilota               | Moto       | Tempo     | Punti |
| ---- | -------------------- | ---------- | --------- | ----- |
| 1    | Nello Pagani         | Gilera     | 1:16:36.8 | 10+1  |
| 2    | Arciso Artesiani     | Gilera     | +0.8      | 8     |
| 3    | William Doran        | AJS        | +15.8     | 7     |
| 4    | Guido Leoni          | Moto Guzzi | +18.2     | 6     |
| 5    | Bruno Bertacchini    | Moto Guzzi | +31.2     | 5     |
| 6    | Reg Armstrong        | AJS        | +1:03.6   |       |
| 7    | Felice Benasedo      | Moto Guzzi | +1 giro   |       |
| 8    | Luigi Sabbadini      | Moto Guzzi | +1 giro   |       |
| 9    | Sante Geminiani      | Moto Guzzi | +1 giro   |       |
| 10   | Dante Bianchi        | Moto Guzzi | +2 giri   |       |
| 11   | Adelmo Mandolini     | Moto Guzzi | +2 giri   |       |
| 12   | Lodovico Facchinelli | Gilera     | +2 giri   |       |
| 13   | Orlando Valdinoci    | Gilera     | +3 giri   |       |
| 14   | Alfeo Maramotti      | Moto Guzzi | +3 giri   |       |
| 15   | Oscar Clemencich     | Gilera     | +5 giri   |       |

### Ritirati
| Pilota          | Moto    | Motivo ritiro |
| --------------- | ------- | ------------- |
| Aldo Bernardoni | Gilera  |               |
| Emilio Soprani  | Gilera  |               |
| Eric Oliver     | Norton  |               |
| Leslie Graham   | AJS     |               |
| Carlo Bandirola | Gilera  |               |
| Ernie Thomas    | Triumph |               |
| Armando Miele   | Gilera  |               |
| Aldo Brini      | Gilera  |               |

## Classe 250
19 piloti alla partenza, 15 al traguardo.

### Arrivati al traguardo
| Pos | Pilota              | Moto       | Tempo     | Punti |
| --- | ------------------- | ---------- | --------- | ----- |
| 1   | Dario Ambrosini     | Benelli    | 1:02:53.8 | 10+1  |
| 2   | Gianni Leoni        | Moto Guzzi | +32.6     | 8     |
| 3   | Umberto Masetti     | Benelli    | +52.2     | 7     |
| 4   | Bruno Ruffo         | Moto Guzzi | +2:04.2   | 6     |
| 5   | Claudio Mastellari  | Moto Guzzi | +2:04.8   | 5     |
| 6   | Bruno Francisci     | Moto Guzzi | +2:22.8   |       |
| 7   | Antonio Castiglioni | Moto Guzzi | +1 giro   |       |
| 8   | Celeste Cavaciuti   | Parilla    | +1 giro   |       |
| 9   | Ugo Plebani         | Moto Guzzi | +1 giro   |       |
| 10  | Giovanni Bellocchio | Moto Guzzi | +1 giro   |       |

### Ritirati
| Pilota          | Moto       | Motivo ritiro |
| --------------- | ---------- | ------------- |
| Umberto Braga   | Parilla    |               |
| Alano Montanari | Moto Guzzi |               |
| Luigi Ciai      | Parilla    |               |
| Roberto Colombo | Moto Guzzi |               |

## Classe 125
16 piloti alla partenza, 13 al traguardo.

### Arrivati al traguardo
| Pos | Pilota           | Moto        | Tempo   | Punti |
| --- | ---------------- | ----------- | ------- | ----- |
| 1   | Gianni Leoni     | FB Mondial  | 54:16.0 | 10+1  |
| 2   | Umberto Masetti  | Moto Morini | +1:03.0 | 8     |
| 3   | Umberto Braga    | FB Mondial  | +1:18.0 | 7     |
| 4   | Renato Magi      | Moto Morini | +1:40.4 | 6     |
| 5   | Nello Pagani     | FB Mondial  | +2:30.8 | 5     |
| 6   | Carlo Gobetti    | Moretti     | +1 giro |       |
| 7   | Aldo Attolini    | MV Agusta   | +1 giro |       |
| 8   | Luigi Zinzani    | MV Agusta   | +2 giri |       |
| 9   | Jakob Keller     | MV Agusta   | +2 giri |       |
| 10  | W. Zijlaad       | MV Agusta   | +3 giri |       |
| 11  | Gastaldi         | n.d.        | +3 giri |       |
| 12  | Federigo Bettoni | MV Agusta   | +3 giri |       |
| 13  | Emilio Soprani   | FB Mondial  | +4 giri |       |

### Ritirati
| Pilota           | Moto        | Motivo ritiro |
| ---------------- | ----------- | ------------- |
| Giuseppe Matucci | MV Agusta   |               |
| Franco Bertoni   | MV Agusta   |               |
| Carlo Ubbiali    | MV Agusta   |               |
| Raffaele Alberti | Moto Morini |               |

## Classe sidecar
8 equipaggi al traguardo.

### Arrivati al traguardo
| Pos | Pilota              | Passeggero      | Moto       | Tempo   | Punti |
| --- | ------------------- | --------------- | ---------- | ------- | ----- |
| 1   | Ercole Frigerio     | Lorenzo Dobelli | Gilera     | 46:25.4 | 10    |
| 2   | Frans Vanderschrick | Martin Whitney  | Norton     | +1:05.0 | 8     |
| 3   | Albino Milani       | Ezio Ricotti    | Gilera     | +1:05.2 | 7     |
| 4   | Ernesto Merlo       | Aldo Veglio     | Gilera     | +1:05.2 | 6     |
| 5   | Eric Oliver         | Denis Jenkinson | Norton     | +1:29.2 | 5+1   |
| 6   | G. Amerio           | n.d.            | Norton     | +1 giro |       |
| 7   | A. Del Corno        | n.d.            | Moto Guzzi | +1 giro |       |
| 8   | Renato Prati        | n.d.            | Moto Guzzi | +2 giri |       |

### Ritirati
| Pilota         | Passeggero   | Moto    | Motivo ritiro |
| -------------- | ------------ | ------- | ------------- |
| Giovanni Carrù | n.d.         | n.d.    |               |
| Luigi Marcelli | n.d.         | BMW     |               |
| Roberto Besana | n.d.         | Triumph |               |
| Borri          | n.d.         | Gilera  |               |
| Jakob Keller   | A. Zellweger | Gilera  |               |
| Alfredo Milani | n.d.         | Gilera  |               |